# Lista di asteroidi (137001-138000)
Di seguito una lista di asteroidi dal numero 137001 al 138000 con data di scoperta e scopritore.

## 137001-137100
| Nome                | Designazione provvisoria | Data di scoperta  | Scopritore                       |
| ------------------- | ------------------------ | ----------------- | -------------------------------- |
| 137001 -            | 1998 SA81                | 26 settembre 1998 | LINEAR                           |
| 137002 -            | 1998 SN83                | 26 settembre 1998 | LINEAR                           |
| 137003 -            | 1998 SU90                | 26 settembre 1998 | LINEAR                           |
| 137004 -            | 1998 SA92                | 26 settembre 1998 | LINEAR                           |
| 137005 -            | 1998 SN93                | 26 settembre 1998 | LINEAR                           |
| 137006 -            | 1998 SX94                | 26 settembre 1998 | LINEAR                           |
| 137007 -            | 1998 SC108               | 26 settembre 1998 | LINEAR                           |
| 137008 -            | 1998 SL108               | 26 settembre 1998 | LINEAR                           |
| 137009 -            | 1998 SS120               | 26 settembre 1998 | LINEAR                           |
| 137010 -            | 1998 ST121               | 26 settembre 1998 | LINEAR                           |
| 137011 -            | 1998 SF122               | 26 settembre 1998 | LINEAR                           |
| 137012 -            | 1998 SY125               | 26 settembre 1998 | LINEAR                           |
| 137013 -            | 1998 SF130               | 26 settembre 1998 | LINEAR                           |
| 137014 -            | 1998 SM130               | 26 settembre 1998 | LINEAR                           |
| 137015 -            | 1998 SW130               | 26 settembre 1998 | LINEAR                           |
| 137016 -            | 1998 SH131               | 26 settembre 1998 | LINEAR                           |
| 137017 -            | 1998 SW139               | 26 settembre 1998 | LINEAR                           |
| 137018 -            | 1998 SL160               | 26 settembre 1998 | LINEAR                           |
| 137019 -            | 1998 SE168               | 16 settembre 1998 | LONEOS                           |
| 137020 -            | 1998 TL                  | 10 ottobre 1998   | T. Kobayashi                     |
| 137021 -            | 1998 TV2                 | 13 ottobre 1998   | ODAS                             |
| 137022 -            | 1998 TF3                 | 14 ottobre 1998   | LINEAR                           |
| 137023 -            | 1998 TB15                | 14 ottobre 1998   | Spacewatch                       |
| 137024 -            | 1998 TH15                | 14 ottobre 1998   | Spacewatch                       |
| 137025 -            | 1998 TT15                | 15 ottobre 1998   | ODAS                             |
| 137026 -            | 1998 TX16                | 14 ottobre 1998   | ODAS                             |
| 137027 -            | 1998 TH17                | 15 ottobre 1998   | ODAS                             |
| 137028 -            | 1998 TO17                | 15 ottobre 1998   | ODAS                             |
| 137029 -            | 1998 TB19                | 14 ottobre 1998   | BAO Schmidt CCD Asteroid Program |
| 137030 -            | 1998 TR19                | 15 ottobre 1998   | BAO Schmidt CCD Asteroid Program |
| 137031 -            | 1998 TJ22                | 13 ottobre 1998   | Spacewatch                       |
| 137032 -            | 1998 UO1                 | 19 ottobre 1998   | LINEAR                           |
| 137033 -            | 1998 UM6                 | 21 ottobre 1998   | Kleť                             |
| 137034 -            | 1998 UD14                | 23 ottobre 1998   | Spacewatch                       |
| 137035 -            | 1998 UE17                | 17 ottobre 1998   | BAO Schmidt CCD Asteroid Program |
| 137036 -            | 1998 UC18                | 19 ottobre 1998   | BAO Schmidt CCD Asteroid Program |
| 137037 -            | 1998 UM19                | 28 ottobre 1998   | LINEAR                           |
| 137038 -            | 1998 UA26                | 18 ottobre 1998   | E. W. Elst                       |
| 137039 Lisiguang    | 1998 UX31                | 26 ottobre 1998   | BAO Schmidt CCD Asteroid Program |
| 137040 -            | 1998 UY35                | 28 ottobre 1998   | LINEAR                           |
| 137041 -            | 1998 UG43                | 28 ottobre 1998   | LINEAR                           |
| 137042 -            | 1998 UT46                | 24 ottobre 1998   | Spacewatch                       |
| 137043 -            | 1998 UL49                | 23 ottobre 1998   | ODAS                             |
| 137044 -            | 1998 UC50                | 29 ottobre 1998   | LINEAR                           |
| 137045 -            | 1998 VE                  | 7 novembre 1998   | T. Kagawa                        |
| 137046 -            | 1998 VE6                 | 11 novembre 1998  | Y. Shimizu, T. Urata             |
| 137047 -            | 1998 VZ10                | 10 novembre 1998  | LINEAR                           |
| 137048 -            | 1998 VP13                | 10 novembre 1998  | LINEAR                           |
| 137049 -            | 1998 VB14                | 10 novembre 1998  | LINEAR                           |
| 137050 -            | 1998 VL15                | 10 novembre 1998  | LINEAR                           |
| 137051 -            | 1998 VA27                | 10 novembre 1998  | LINEAR                           |
| 137052 Tjelvar      | 1998 VO33                | 15 novembre 1998  | C.-I. Lagerkvist                 |
| 137053 -            | 1998 VQ33                | 11 novembre 1998  | LINEAR                           |
| 137054 -            | 1998 VB34                | 11 novembre 1998  | ODAS                             |
| 137055 -            | 1998 VN36                | 14 novembre 1998  | LINEAR                           |
| 137056 -            | 1998 VW43                | 15 novembre 1998  | Spacewatch                       |
| 137057 -            | 1998 VK44                | 14 novembre 1998  | LONEOS                           |
| 137058 -            | 1998 VN45                | 10 novembre 1998  | LONEOS                           |
| 137059 -            | 1998 VA49                | 11 novembre 1998  | BAO Schmidt CCD Asteroid Program |
| 137060 -            | 1998 VO50                | 11 novembre 1998  | LINEAR                           |
| 137061 -            | 1998 VR50                | 11 novembre 1998  | LINEAR                           |
| 137062 -            | 1998 WM                  | 16 novembre 1998  | LINEAR                           |
| 137063 -            | 1998 WK1                 | 16 novembre 1998  | S. Donati                        |
| 137064 -            | 1998 WP5                 | 19 novembre 1998  | LINEAR                           |
| 137065 -            | 1998 WH6                 | 21 novembre 1998  | LINEAR                           |
| 137066 Gellért-hegy | 1998 WR8                 | 23 novembre 1998  | K. Sárneczky, L. Kiss            |
| 137067 -            | 1998 WQ9                 | 28 novembre 1998  | K. Korlević                      |
| 137068 -            | 1998 WD13                | 21 novembre 1998  | LINEAR                           |
| 137069 -            | 1998 WQ15                | 21 novembre 1998  | LINEAR                           |
| 137070 -            | 1998 WE21                | 18 novembre 1998  | LINEAR                           |
| 137071 -            | 1998 WD29                | 23 novembre 1998  | Spacewatch                       |
| 137072 -            | 1998 WM30                | 26 novembre 1998  | Spacewatch                       |
| 137073 -            | 1998 WG33                | 20 novembre 1998  | LONEOS                           |
| 137074 -            | 1998 WJ34                | 16 novembre 1998  | Spacewatch                       |
| 137075 -            | 1998 WK38                | 21 novembre 1998  | Spacewatch                       |
| 137076 -            | 1998 XK3                 | 10 dicembre 1998  | L. Šarounová                     |
| 137077 -            | 1998 XE4                 | 8 dicembre 1998   | Spacewatch                       |
| 137078 -            | 1998 XZ4                 | 11 dicembre 1998  | LINEAR                           |
| 137079 -            | 1998 XC5                 | 9 dicembre 1998   | Farra d'Isonzo                   |
| 137080 -            | 1998 XD7                 | 8 dicembre 1998   | Spacewatch                       |
| 137081 -            | 1998 XO7                 | 8 dicembre 1998   | Spacewatch                       |
| 137082 Maurobachini | 1998 XE9                 | 12 dicembre 1998  | L. Tesi, G. Forti                |
| 137083 -            | 1998 XZ13                | 15 dicembre 1998  | ODAS                             |
| 137084 -            | 1998 XS16                | 15 dicembre 1998  | LINEAR                           |
| 137085 -            | 1998 XD18                | 8 dicembre 1998   | Spacewatch                       |
| 137086 -            | 1998 XX18                | 10 dicembre 1998  | Spacewatch                       |
| 137087 -            | 1998 XC19                | 10 dicembre 1998  | Spacewatch                       |
| 137088 -            | 1998 XT23                | 11 dicembre 1998  | Spacewatch                       |
| 137089 -            | 1998 XT43                | 14 dicembre 1998  | LINEAR                           |
| 137090 -            | 1998 XZ57                | 15 dicembre 1998  | LINEAR                           |
| 137091 -            | 1998 XU63                | 14 dicembre 1998  | LINEAR                           |
| 137092 -            | 1998 XX68                | 14 dicembre 1998  | LINEAR                           |
| 137093 -            | 1998 XW70                | 14 dicembre 1998  | LINEAR                           |
| 137094 -            | 1998 XD84                | 15 dicembre 1998  | LINEAR                           |
| 137095 -            | 1998 XX86                | 15 dicembre 1998  | LINEAR                           |
| 137096 -            | 1998 XG97                | 11 dicembre 1998  | O. A. Naranjo                    |
| 137097 -            | 1998 XP97                | 8 dicembre 1998   | LONEOS                           |
| 137098 -            | 1998 YP2                 | 17 dicembre 1998  | ODAS                             |
| 137099 -            | 1998 YW3                 | 17 dicembre 1998  | LINEAR                           |
| 137100 -            | 1998 YM7                 | 23 dicembre 1998  | J. Wentworth                     |

## 137101-137200
| Nome               | Designazione provvisoria | Data di scoperta | Scopritore           |
| ------------------ | ------------------------ | ---------------- | -------------------- |
| 137101 -           | 1998 YN17                | 22 dicembre 1998 | Spacewatch           |
| 137102 -           | 1998 YL19                | 25 dicembre 1998 | Spacewatch           |
| 137103 -           | 1998 YP27                | 27 dicembre 1998 | LONEOS               |
| 137104 -           | 1998 YU30                | 16 dicembre 1998 | LONEOS               |
| 137105 -           | 1998 YK31                | 22 dicembre 1998 | Spacewatch           |
| 137106 -           | 1999 AQ5                 | 12 gennaio 1999  | T. Kobayashi         |
| 137107 -           | 1999 AT6                 | 9 gennaio 1999   | K. Korlević          |
| 137108 -           | 1999 AN10                | 13 gennaio 1999  | LINEAR               |
| 137109 -           | 1999 AL11                | 7 gennaio 1999   | Spacewatch           |
| 137110 -           | 1999 AN12                | 7 gennaio 1999   | Spacewatch           |
| 137111 -           | 1999 AX18                | 13 gennaio 1999  | Spacewatch           |
| 137112 -           | 1999 AF20                | 13 gennaio 1999  | Spacewatch           |
| 137113 -           | 1999 AG20                | 13 gennaio 1999  | Spacewatch           |
| 137114 -           | 1999 AT24                | 15 gennaio 1999  | ODAS                 |
| 137115 -           | 1999 AZ30                | 14 gennaio 1999  | Spacewatch           |
| 137116 -           | 1999 BL2                 | 19 gennaio 1999  | ODAS                 |
| 137117 -           | 1999 BK4                 | 19 gennaio 1999  | A. Boattini, L. Tesi |
| 137118 -           | 1999 BV4                 | 19 gennaio 1999  | ODAS                 |
| 137119 -           | 1999 BU6                 | 21 gennaio 1999  | ODAS                 |
| 137120 -           | 1999 BJ8                 | 20 gennaio 1999  | CSS                  |
| 137121 -           | 1999 BJ11                | 20 gennaio 1999  | ODAS                 |
| 137122 -           | 1999 BX12                | 24 gennaio 1999  | K. Korlević          |
| 137123 -           | 1999 BX21                | 18 gennaio 1999  | LINEAR               |
| 137124 -           | 1999 BH30                | 19 gennaio 1999  | Spacewatch           |
| 137125 -           | 1999 CT3                 | 10 febbraio 1999 | LINEAR               |
| 137126 -           | 1999 CF9                 | 12 febbraio 1999 | LINEAR               |
| 137127 -           | 1999 CV22                | 10 febbraio 1999 | LINEAR               |
| 137128 -           | 1999 CQ31                | 10 febbraio 1999 | LINEAR               |
| 137129 -           | 1999 CE34                | 10 febbraio 1999 | LINEAR               |
| 137130 -           | 1999 CM38                | 10 febbraio 1999 | LINEAR               |
| 137131 -           | 1999 CN39                | 10 febbraio 1999 | LINEAR               |
| 137132 -           | 1999 CL43                | 10 febbraio 1999 | LINEAR               |
| 137133 -           | 1999 CE54                | 10 febbraio 1999 | LINEAR               |
| 137134 -           | 1999 CJ60                | 12 febbraio 1999 | LINEAR               |
| 137135 -           | 1999 CK63                | 12 febbraio 1999 | LINEAR               |
| 137136 -           | 1999 CL88                | 10 febbraio 1999 | LINEAR               |
| 137137 -           | 1999 CU95                | 10 febbraio 1999 | LINEAR               |
| 137138 -           | 1999 CC98                | 10 febbraio 1999 | LINEAR               |
| 137139 -           | 1999 CM98                | 10 febbraio 1999 | LINEAR               |
| 137140 -           | 1999 CH105               | 12 febbraio 1999 | LINEAR               |
| 137141 -           | 1999 CL112               | 12 febbraio 1999 | LINEAR               |
| 137142 -           | 1999 CZ113               | 12 febbraio 1999 | LINEAR               |
| 137143 -           | 1999 CT115               | 12 febbraio 1999 | LINEAR               |
| 137144 -           | 1999 CL117               | 12 febbraio 1999 | LINEAR               |
| 137145 -           | 1999 CA135               | 7 febbraio 1999  | Spacewatch           |
| 137146 -           | 1999 CS145               | 8 febbraio 1999  | Spacewatch           |
| 137147 -           | 1999 CW145               | 8 febbraio 1999  | Spacewatch           |
| 137148 -           | 1999 CA151               | 9 febbraio 1999  | Spacewatch           |
| 137149 -           | 1999 CB151               | 9 febbraio 1999  | Spacewatch           |
| 137150 -           | 1999 CX155               | 12 febbraio 1999 | LONEOS               |
| 137151 -           | 1999 DO                  | 16 febbraio 1999 | ODAS                 |
| 137152 -           | 1999 DY4                 | 17 febbraio 1999 | LINEAR               |
| 137153 -           | 1999 EC                  | 6 marzo 1999     | P. G. Comba          |
| 137154 -           | 1999 EN                  | 6 marzo 1999     | Spacewatch           |
| 137155 -           | 1999 EA4                 | 12 marzo 1999    | Spacewatch           |
| 137156 -           | 1999 EF4                 | 12 marzo 1999    | Spacewatch           |
| 137157 -           | 1999 EW10                | 14 marzo 1999    | Spacewatch           |
| 137158 -           | 1999 FB                  | 16 marzo 1999    | LINEAR               |
| 137159 -           | 1999 FO1                 | 16 marzo 1999    | Spacewatch           |
| 137160 -           | 1999 FF32                | 19 marzo 1999    | LINEAR               |
| 137161 -           | 1999 FK34                | 19 marzo 1999    | LINEAR               |
| 137162 -           | 1999 FW35                | 20 marzo 1999    | LINEAR               |
| 137163 -           | 1999 FE40                | 20 marzo 1999    | LINEAR               |
| 137164 -           | 1999 FO51                | 20 marzo 1999    | LINEAR               |
| 137165 Annis       | 1999 FP68                | 20 marzo 1999    | SDSS                 |
| 137166 Netabahcall | 1999 FS81                | 20 marzo 1999    | SDSS                 |
| 137167 -           | 1999 GC3                 | 7 aprile 1999    | Spacewatch           |
| 137168 -           | 1999 GK3                 | 7 aprile 1999    | Spacewatch           |
| 137169 -           | 1999 GY9                 | 9 aprile 1999    | O. A. Naranjo        |
| 137170 -           | 1999 HF1                 | 20 aprile 1999   | LONEOS               |
| 137171 -           | 1999 HM7                 | 19 aprile 1999   | Spacewatch           |
| 137172 -           | 1999 HJ9                 | 17 aprile 1999   | LINEAR               |
| 137173 -           | 1999 JY4                 | 10 maggio 1999   | LINEAR               |
| 137174 -           | 1999 JH5                 | 10 maggio 1999   | LINEAR               |
| 137175 -           | 1999 JA11                | 14 maggio 1999   | LINEAR               |
| 137176 -           | 1999 JZ11                | 13 maggio 1999   | LINEAR               |
| 137177 -           | 1999 JK12                | 8 maggio 1999    | CSS                  |
| 137178 -           | 1999 JT15                | 10 maggio 1999   | LINEAR               |
| 137179 -           | 1999 JQ16                | 15 maggio 1999   | Spacewatch           |
| 137180 -           | 1999 JF20                | 10 maggio 1999   | LINEAR               |
| 137181 -           | 1999 JA30                | 10 maggio 1999   | LINEAR               |
| 137182 -           | 1999 JG40                | 10 maggio 1999   | LINEAR               |
| 137183 -           | 1999 JX49                | 10 maggio 1999   | LINEAR               |
| 137184 -           | 1999 JG63                | 10 maggio 1999   | LINEAR               |
| 137185 -           | 1999 JT70                | 12 maggio 1999   | LINEAR               |
| 137186 -           | 1999 JT72                | 12 maggio 1999   | LINEAR               |
| 137187 -           | 1999 JC74                | 12 maggio 1999   | LINEAR               |
| 137188 -           | 1999 JE85                | 14 maggio 1999   | LINEAR               |
| 137189 -           | 1999 JU87                | 12 maggio 1999   | LINEAR               |
| 137190 -           | 1999 JC88                | 12 maggio 1999   | LINEAR               |
| 137191 -           | 1999 JG88                | 12 maggio 1999   | LINEAR               |
| 137192 -           | 1999 JL89                | 12 maggio 1999   | LINEAR               |
| 137193 -           | 1999 JB96                | 12 maggio 1999   | LINEAR               |
| 137194 -           | 1999 JJ103               | 13 maggio 1999   | LINEAR               |
| 137195 -           | 1999 JJ114               | 13 maggio 1999   | LINEAR               |
| 137196 -           | 1999 JS129               | 12 maggio 1999   | LINEAR               |
| 137197 -           | 1999 KA1                 | 17 maggio 1999   | CSS                  |
| 137198 -           | 1999 KR2                 | 16 maggio 1999   | Spacewatch           |
| 137199 -           | 1999 KX4                 | 20 maggio 1999   | LINEAR               |
| 137200 -           | 1999 KX12                | 18 maggio 1999   | LINEAR               |

## 137201-137300
| Nome         | Designazione provvisoria | Data di scoperta  | Scopritore                              |
| ------------ | ------------------------ | ----------------- | --------------------------------------- |
| 137201 -     | 1999 KF13                | 18 maggio 1999    | LINEAR                                  |
| 137202 -     | 1999 KJ13                | 18 maggio 1999    | LINEAR                                  |
| 137203 -     | 1999 LX                  | 7 giugno 1999     | P. G. Comba                             |
| 137204 -     | 1999 LX2                 | 5 giugno 1999     | Spacewatch                              |
| 137205 -     | 1999 LN11                | 8 giugno 1999     | LINEAR                                  |
| 137206 -     | 1999 LJ25                | 9 giugno 1999     | LINEAR                                  |
| 137207 -     | 1999 LW31                | 14 giugno 1999    | Spacewatch                              |
| 137208 -     | 1999 MC2                 | 20 giugno 1999    | CSS                                     |
| 137209 -     | 1999 NU1                 | 12 luglio 1999    | LINEAR                                  |
| 137210 -     | 1999 NO2                 | 12 luglio 1999    | LINEAR                                  |
| 137211 -     | 1999 NM4                 | 13 luglio 1999    | J. Broughton                            |
| 137212 -     | 1999 NB6                 | 13 luglio 1999    | LINEAR                                  |
| 137213 -     | 1999 NX10                | 13 luglio 1999    | LINEAR                                  |
| 137214 -     | 1999 NF33                | 14 luglio 1999    | LINEAR                                  |
| 137215 -     | 1999 NU36                | 14 luglio 1999    | LINEAR                                  |
| 137216 -     | 1999 NV62                | 13 luglio 1999    | LINEAR                                  |
| 137217 Racah | 1999 NH64                | 8 luglio 1999     | Wise                                    |
| 137218 -     | 1999 OQ5                 | 21 luglio 1999    | LONEOS                                  |
| 137219 -     | 1999 PX2                 | 8 agosto 1999     | Spacewatch                              |
| 137220 -     | 1999 PF8                 | 12 agosto 1999    | LONEOS                                  |
| 137221 -     | 1999 RX                  | 4 settembre 1999  | CSS                                     |
| 137222 -     | 1999 RB1                 | 4 settembre 1999  | CSS                                     |
| 137223 -     | 1999 RM7                 | 3 settembre 1999  | Spacewatch                              |
| 137224 -     | 1999 RW9                 | 7 settembre 1999  | Spacewatch                              |
| 137225 -     | 1999 RB15                | 7 settembre 1999  | LINEAR                                  |
| 137226 -     | 1999 RA19                | 7 settembre 1999  | LINEAR                                  |
| 137227 -     | 1999 RR19                | 7 settembre 1999  | LINEAR                                  |
| 137228 -     | 1999 RT20                | 7 settembre 1999  | LINEAR                                  |
| 137229 -     | 1999 RD21                | 7 settembre 1999  | LINEAR                                  |
| 137230 -     | 1999 RG22                | 7 settembre 1999  | LINEAR                                  |
| 137231 -     | 1999 RQ22                | 7 settembre 1999  | LINEAR                                  |
| 137232 -     | 1999 RZ23                | 7 settembre 1999  | LINEAR                                  |
| 137233 -     | 1999 RE24                | 7 settembre 1999  | LINEAR                                  |
| 137234 -     | 1999 RT24                | 7 settembre 1999  | LINEAR                                  |
| 137235 -     | 1999 RY24                | 7 settembre 1999  | LINEAR                                  |
| 137236 -     | 1999 RA25                | 7 settembre 1999  | LINEAR                                  |
| 137237 -     | 1999 RG26                | 7 settembre 1999  | LINEAR                                  |
| 137238 -     | 1999 RN29                | 8 settembre 1999  | LINEAR                                  |
| 137239 -     | 1999 RB31                | 8 settembre 1999  | LINEAR                                  |
| 137240 -     | 1999 RD35                | 7 settembre 1999  | CSS                                     |
| 137241 -     | 1999 RV36                | 11 settembre 1999 | F. B. Zoltowski                         |
| 137242 -     | 1999 RY53                | 7 settembre 1999  | LINEAR                                  |
| 137243 -     | 1999 RP59                | 7 settembre 1999  | LINEAR                                  |
| 137244 -     | 1999 RY59                | 7 settembre 1999  | LINEAR                                  |
| 137245 -     | 1999 RW62                | 7 settembre 1999  | LINEAR                                  |
| 137246 -     | 1999 RN63                | 7 settembre 1999  | LINEAR                                  |
| 137247 -     | 1999 RG66                | 7 settembre 1999  | LINEAR                                  |
| 137248 -     | 1999 RD74                | 7 settembre 1999  | LINEAR                                  |
| 137249 -     | 1999 RS74                | 13 settembre 1999 | Spacewatch                              |
| 137250 -     | 1999 RO75                | 7 settembre 1999  | LINEAR                                  |
| 137251 -     | 1999 RC76                | 7 settembre 1999  | LINEAR                                  |
| 137252 -     | 1999 RG82                | 7 settembre 1999  | LINEAR                                  |
| 137253 -     | 1999 RO86                | 7 settembre 1999  | LINEAR                                  |
| 137254 -     | 1999 RL87                | 7 settembre 1999  | LINEAR                                  |
| 137255 -     | 1999 RO87                | 7 settembre 1999  | LINEAR                                  |
| 137256 -     | 1999 RS87                | 7 settembre 1999  | LINEAR                                  |
| 137257 -     | 1999 RQ88                | 7 settembre 1999  | LINEAR                                  |
| 137258 -     | 1999 RP95                | 7 settembre 1999  | LINEAR                                  |
| 137259 -     | 1999 RZ96                | 7 settembre 1999  | LINEAR                                  |
| 137260 -     | 1999 RM101               | 8 settembre 1999  | LINEAR                                  |
| 137261 -     | 1999 RS109               | 8 settembre 1999  | LINEAR                                  |
| 137262 -     | 1999 RF120               | 9 settembre 1999  | LINEAR                                  |
| 137263 -     | 1999 RQ120               | 9 settembre 1999  | LINEAR                                  |
| 137264 -     | 1999 RT121               | 9 settembre 1999  | LINEAR                                  |
| 137265 -     | 1999 RO125               | 9 settembre 1999  | LINEAR                                  |
| 137266 -     | 1999 RU125               | 9 settembre 1999  | LINEAR                                  |
| 137267 -     | 1999 RS131               | 9 settembre 1999  | LINEAR                                  |
| 137268 -     | 1999 RO139               | 9 settembre 1999  | LINEAR                                  |
| 137269 -     | 1999 RH141               | 9 settembre 1999  | LINEAR                                  |
| 137270 -     | 1999 RW143               | 9 settembre 1999  | LINEAR                                  |
| 137271 -     | 1999 RC147               | 9 settembre 1999  | LINEAR                                  |
| 137272 -     | 1999 RU154               | 9 settembre 1999  | LINEAR                                  |
| 137273 -     | 1999 RX154               | 9 settembre 1999  | LINEAR                                  |
| 137274 -     | 1999 RR156               | 9 settembre 1999  | LINEAR                                  |
| 137275 -     | 1999 RP160               | 9 settembre 1999  | LINEAR                                  |
| 137276 -     | 1999 RT162               | 9 settembre 1999  | LINEAR                                  |
| 137277 -     | 1999 RT164               | 9 settembre 1999  | LINEAR                                  |
| 137278 -     | 1999 RU165               | 9 settembre 1999  | LINEAR                                  |
| 137279 -     | 1999 RP168               | 9 settembre 1999  | LINEAR                                  |
| 137280 -     | 1999 RQ178               | 9 settembre 1999  | LINEAR                                  |
| 137281 -     | 1999 RL181               | 9 settembre 1999  | LINEAR                                  |
| 137282 -     | 1999 RJ182               | 9 settembre 1999  | LINEAR                                  |
| 137283 -     | 1999 RQ182               | 9 settembre 1999  | LINEAR                                  |
| 137284 -     | 1999 RZ182               | 9 settembre 1999  | LINEAR                                  |
| 137285 -     | 1999 RY184               | 9 settembre 1999  | LINEAR                                  |
| 137286 -     | 1999 RR186               | 9 settembre 1999  | LINEAR                                  |
| 137287 -     | 1999 RM188               | 9 settembre 1999  | LINEAR                                  |
| 137288 -     | 1999 RX190               | 10 settembre 1999 | LINEAR                                  |
| 137289 -     | 1999 RP193               | 15 settembre 1999 | Spacewatch                              |
| 137290 -     | 1999 RK202               | 8 settembre 1999  | LINEAR                                  |
| 137291 -     | 1999 RD206               | 8 settembre 1999  | LINEAR                                  |
| 137292 -     | 1999 RL206               | 8 settembre 1999  | LINEAR                                  |
| 137293 -     | 1999 RL208               | 8 settembre 1999  | LINEAR                                  |
| 137294 -     | 1999 RE215               | 7 settembre 1999  | C. A. Trujillo, J. X. Luu, D. C. Jewitt |
| 137295 -     | 1999 RB216               | 8 settembre 1999  | C. A. Trujillo, D. C. Jewitt, J. X. Luu |
| 137296 -     | 1999 RL219               | 6 settembre 1999  | LONEOS                                  |
| 137297 -     | 1999 RC226               | 4 settembre 1999  | CSS                                     |
| 137298 -     | 1999 RF226               | 4 settembre 1999  | CSS                                     |
| 137299 -     | 1999 RK229               | 7 settembre 1999  | LONEOS                                  |
| 137300 -     | 1999 RC233               | 8 settembre 1999  | LONEOS                                  |

## 137301-137400
| Nome     | Designazione provvisoria | Data di scoperta  | Scopritore                       |
| -------- | ------------------------ | ----------------- | -------------------------------- |
| 137301 - | 1999 RP239               | 8 settembre 1999  | LINEAR                           |
| 137302 - | 1999 RB254               | 4 settembre 1999  | CSS                              |
| 137303 - | 1999 SX9                 | 23 settembre 1999 | M. M. M. Santangelo              |
| 137304 - | 1999 SK12                | 27 settembre 1999 | LONEOS                           |
| 137305 - | 1999 SO14                | 30 settembre 1999 | CSS                              |
| 137306 - | 1999 SU16                | 29 settembre 1999 | CSS                              |
| 137307 - | 1999 SZ27                | 27 settembre 1999 | LINEAR                           |
| 137308 - | 1999 TF2                 | 2 ottobre 1999    | C. W. Juels                      |
| 137309 - | 1999 TM5                 | 1 ottobre 1999    | K. Korlević, M. Jurić            |
| 137310 - | 1999 TF9                 | 7 ottobre 1999    | K. Korlević, M. Jurić            |
| 137311 - | 1999 TX9                 | 9 ottobre 1999    | CSS                              |
| 137312 - | 1999 TK10                | 10 ottobre 1999   | P. G. Comba                      |
| 137313 - | 1999 TR12                | 12 ottobre 1999   | P. G. Comba                      |
| 137314 - | 1999 TQ14                | 12 ottobre 1999   | P. Kušnirák                      |
| 137315 - | 1999 TB20                | 15 ottobre 1999   | BAO Schmidt CCD Asteroid Program |
| 137316 - | 1999 TQ20                | 5 ottobre 1999    | R. A. Tucker                     |
| 137317 - | 1999 TY21                | 3 ottobre 1999    | Spacewatch                       |
| 137318 - | 1999 TG22                | 3 ottobre 1999    | Spacewatch                       |
| 137319 - | 1999 TV23                | 4 ottobre 1999    | Spacewatch                       |
| 137320 - | 1999 TZ28                | 4 ottobre 1999    | LINEAR                           |
| 137321 - | 1999 TN29                | 4 ottobre 1999    | LINEAR                           |
| 137322 - | 1999 TR32                | 4 ottobre 1999    | LINEAR                           |
| 137323 - | 1999 TF35                | 4 ottobre 1999    | LINEAR                           |
| 137324 - | 1999 TX35                | 6 ottobre 1999    | LINEAR                           |
| 137325 - | 1999 TQ37                | 1 ottobre 1999    | CSS                              |
| 137326 - | 1999 TT40                | 5 ottobre 1999    | CSS                              |
| 137327 - | 1999 TK41                | 2 ottobre 1999    | Spacewatch                       |
| 137328 - | 1999 TJ42                | 3 ottobre 1999    | Spacewatch                       |
| 137329 - | 1999 TO45                | 3 ottobre 1999    | Spacewatch                       |
| 137330 - | 1999 TS45                | 3 ottobre 1999    | Spacewatch                       |
| 137331 - | 1999 TX53                | 6 ottobre 1999    | Spacewatch                       |
| 137332 - | 1999 TS58                | 6 ottobre 1999    | Spacewatch                       |
| 137333 - | 1999 TN63                | 7 ottobre 1999    | Spacewatch                       |
| 137334 - | 1999 TC67                | 8 ottobre 1999    | Spacewatch                       |
| 137335 - | 1999 TE68                | 8 ottobre 1999    | Spacewatch                       |
| 137336 - | 1999 TG68                | 8 ottobre 1999    | Spacewatch                       |
| 137337 - | 1999 TX76                | 10 ottobre 1999   | Spacewatch                       |
| 137338 - | 1999 TH77                | 10 ottobre 1999   | Spacewatch                       |
| 137339 - | 1999 TD78                | 11 ottobre 1999   | Spacewatch                       |
| 137340 - | 1999 TB83                | 12 ottobre 1999   | Spacewatch                       |
| 137341 - | 1999 TD83                | 12 ottobre 1999   | Spacewatch                       |
| 137342 - | 1999 TU85                | 14 ottobre 1999   | Spacewatch                       |
| 137343 - | 1999 TV85                | 14 ottobre 1999   | Spacewatch                       |
| 137344 - | 1999 TB89                | 2 ottobre 1999    | LINEAR                           |
| 137345 - | 1999 TK89                | 2 ottobre 1999    | LINEAR                           |
| 137346 - | 1999 TP90                | 2 ottobre 1999    | LINEAR                           |
| 137347 - | 1999 TL94                | 2 ottobre 1999    | LINEAR                           |
| 137348 - | 1999 TZ94                | 2 ottobre 1999    | LINEAR                           |
| 137349 - | 1999 TQ97                | 2 ottobre 1999    | LINEAR                           |
| 137350 - | 1999 TK100               | 2 ottobre 1999    | LINEAR                           |
| 137351 - | 1999 TO100               | 2 ottobre 1999    | LINEAR                           |
| 137352 - | 1999 TY103               | 3 ottobre 1999    | LINEAR                           |
| 137353 - | 1999 TW104               | 3 ottobre 1999    | LINEAR                           |
| 137354 - | 1999 TA105               | 3 ottobre 1999    | LINEAR                           |
| 137355 - | 1999 TS106               | 4 ottobre 1999    | LINEAR                           |
| 137356 - | 1999 TN108               | 4 ottobre 1999    | LINEAR                           |
| 137357 - | 1999 TQ108               | 4 ottobre 1999    | LINEAR                           |
| 137358 - | 1999 TE111               | 4 ottobre 1999    | LINEAR                           |
| 137359 - | 1999 TS113               | 4 ottobre 1999    | LINEAR                           |
| 137360 - | 1999 TF114               | 4 ottobre 1999    | LINEAR                           |
| 137361 - | 1999 TQ114               | 4 ottobre 1999    | LINEAR                           |
| 137362 - | 1999 TC117               | 4 ottobre 1999    | LINEAR                           |
| 137363 - | 1999 TD117               | 4 ottobre 1999    | LINEAR                           |
| 137364 - | 1999 TZ118               | 4 ottobre 1999    | LINEAR                           |
| 137365 - | 1999 TU120               | 4 ottobre 1999    | LINEAR                           |
| 137366 - | 1999 TV120               | 4 ottobre 1999    | LINEAR                           |
| 137367 - | 1999 TC123               | 4 ottobre 1999    | LINEAR                           |
| 137368 - | 1999 TE124               | 4 ottobre 1999    | LINEAR                           |
| 137369 - | 1999 TQ124               | 4 ottobre 1999    | LINEAR                           |
| 137370 - | 1999 TA126               | 4 ottobre 1999    | LINEAR                           |
| 137371 - | 1999 TF126               | 4 ottobre 1999    | LINEAR                           |
| 137372 - | 1999 TM126               | 4 ottobre 1999    | LINEAR                           |
| 137373 - | 1999 TD128               | 4 ottobre 1999    | LINEAR                           |
| 137374 - | 1999 TJ128               | 4 ottobre 1999    | LINEAR                           |
| 137375 - | 1999 TM131               | 6 ottobre 1999    | LINEAR                           |
| 137376 - | 1999 TT133               | 6 ottobre 1999    | LINEAR                           |
| 137377 - | 1999 TD135               | 6 ottobre 1999    | LINEAR                           |
| 137378 - | 1999 TS136               | 6 ottobre 1999    | LINEAR                           |
| 137379 - | 1999 TV138               | 6 ottobre 1999    | LINEAR                           |
| 137380 - | 1999 TO144               | 7 ottobre 1999    | LINEAR                           |
| 137381 - | 1999 TQ149               | 7 ottobre 1999    | LINEAR                           |
| 137382 - | 1999 TF150               | 7 ottobre 1999    | LINEAR                           |
| 137383 - | 1999 TL151               | 7 ottobre 1999    | LINEAR                           |
| 137384 - | 1999 TS154               | 7 ottobre 1999    | LINEAR                           |
| 137385 - | 1999 TC155               | 7 ottobre 1999    | LINEAR                           |
| 137386 - | 1999 TK155               | 7 ottobre 1999    | LINEAR                           |
| 137387 - | 1999 TB156               | 7 ottobre 1999    | LINEAR                           |
| 137388 - | 1999 TY156               | 9 ottobre 1999    | LINEAR                           |
| 137389 - | 1999 TL157               | 9 ottobre 1999    | LINEAR                           |
| 137390 - | 1999 TS157               | 9 ottobre 1999    | LINEAR                           |
| 137391 - | 1999 TF158               | 7 ottobre 1999    | LINEAR                           |
| 137392 - | 1999 TS159               | 9 ottobre 1999    | LINEAR                           |
| 137393 - | 1999 TW159               | 9 ottobre 1999    | LINEAR                           |
| 137394 - | 1999 TK162               | 9 ottobre 1999    | LINEAR                           |
| 137395 - | 1999 TZ163               | 9 ottobre 1999    | LINEAR                           |
| 137396 - | 1999 TY164               | 10 ottobre 1999   | LINEAR                           |
| 137397 - | 1999 TH165               | 10 ottobre 1999   | LINEAR                           |
| 137398 - | 1999 TW170               | 10 ottobre 1999   | LINEAR                           |
| 137399 - | 1999 TY171               | 10 ottobre 1999   | LINEAR                           |
| 137400 - | 1999 TC177               | 10 ottobre 1999   | LINEAR                           |

## 137401-137500
| Nome     | Designazione provvisoria | Data di scoperta | Scopritore   |
| -------- | ------------------------ | ---------------- | ------------ |
| 137401 - | 1999 TM177               | 10 ottobre 1999  | LINEAR       |
| 137402 - | 1999 TS177               | 10 ottobre 1999  | LINEAR       |
| 137403 - | 1999 TE178               | 10 ottobre 1999  | LINEAR       |
| 137404 - | 1999 TT178               | 10 ottobre 1999  | LINEAR       |
| 137405 - | 1999 TX179               | 10 ottobre 1999  | LINEAR       |
| 137406 - | 1999 TC180               | 10 ottobre 1999  | LINEAR       |
| 137407 - | 1999 TK180               | 10 ottobre 1999  | LINEAR       |
| 137408 - | 1999 TK183               | 11 ottobre 1999  | LINEAR       |
| 137409 - | 1999 TJ186               | 12 ottobre 1999  | LINEAR       |
| 137410 - | 1999 TQ186               | 12 ottobre 1999  | LINEAR       |
| 137411 - | 1999 TS188               | 12 ottobre 1999  | LINEAR       |
| 137412 - | 1999 TM189               | 12 ottobre 1999  | LINEAR       |
| 137413 - | 1999 TY189               | 12 ottobre 1999  | LINEAR       |
| 137414 - | 1999 TB190               | 12 ottobre 1999  | LINEAR       |
| 137415 - | 1999 TY192               | 12 ottobre 1999  | LINEAR       |
| 137416 - | 1999 TW193               | 12 ottobre 1999  | LINEAR       |
| 137417 - | 1999 TW194               | 12 ottobre 1999  | LINEAR       |
| 137418 - | 1999 TK195               | 12 ottobre 1999  | LINEAR       |
| 137419 - | 1999 TN195               | 12 ottobre 1999  | LINEAR       |
| 137420 - | 1999 TT195               | 12 ottobre 1999  | LINEAR       |
| 137421 - | 1999 TR199               | 12 ottobre 1999  | LINEAR       |
| 137422 - | 1999 TE202               | 13 ottobre 1999  | LINEAR       |
| 137423 - | 1999 TO202               | 13 ottobre 1999  | LINEAR       |
| 137424 - | 1999 TY202               | 13 ottobre 1999  | LINEAR       |
| 137425 - | 1999 TV205               | 13 ottobre 1999  | LINEAR       |
| 137426 - | 1999 TM207               | 14 ottobre 1999  | LINEAR       |
| 137427 - | 1999 TF211               | 15 ottobre 1999  | LINEAR       |
| 137428 - | 1999 TJ211               | 15 ottobre 1999  | LINEAR       |
| 137429 - | 1999 TX212               | 15 ottobre 1999  | LINEAR       |
| 137430 - | 1999 TA213               | 15 ottobre 1999  | LINEAR       |
| 137431 - | 1999 TU215               | 15 ottobre 1999  | LINEAR       |
| 137432 - | 1999 TD216               | 15 ottobre 1999  | LINEAR       |
| 137433 - | 1999 TT216               | 15 ottobre 1999  | LINEAR       |
| 137434 - | 1999 TQ219               | 1 ottobre 1999   | CSS          |
| 137435 - | 1999 TE220               | 1 ottobre 1999   | CSS          |
| 137436 - | 1999 TE226               | 2 ottobre 1999   | Spacewatch   |
| 137437 - | 1999 TG229               | 4 ottobre 1999   | LINEAR       |
| 137438 - | 1999 TP232               | 5 ottobre 1999   | CSS          |
| 137439 - | 1999 TL233               | 3 ottobre 1999   | LINEAR       |
| 137440 - | 1999 TX235               | 3 ottobre 1999   | CSS          |
| 137441 - | 1999 TG238               | 4 ottobre 1999   | CSS          |
| 137442 - | 1999 TJ239               | 4 ottobre 1999   | CSS          |
| 137443 - | 1999 TK240               | 4 ottobre 1999   | CSS          |
| 137444 - | 1999 TE245               | 12 ottobre 1999  | LINEAR       |
| 137445 - | 1999 TE247               | 6 ottobre 1999   | LINEAR       |
| 137446 - | 1999 TW252               | 9 ottobre 1999   | LINEAR       |
| 137447 - | 1999 TN254               | 8 ottobre 1999   | LINEAR       |
| 137448 - | 1999 TS257               | 9 ottobre 1999   | LINEAR       |
| 137449 - | 1999 TB264               | 15 ottobre 1999  | Spacewatch   |
| 137450 - | 1999 TG273               | 5 ottobre 1999   | LINEAR       |
| 137451 - | 1999 TD280               | 7 ottobre 1999   | LINEAR       |
| 137452 - | 1999 TW281               | 8 ottobre 1999   | LINEAR       |
| 137453 - | 1999 TL283               | 9 ottobre 1999   | LINEAR       |
| 137454 - | 1999 TT283               | 9 ottobre 1999   | LINEAR       |
| 137455 - | 1999 TE285               | 9 ottobre 1999   | LINEAR       |
| 137456 - | 1999 TF288               | 10 ottobre 1999  | LINEAR       |
| 137457 - | 1999 TC289               | 10 ottobre 1999  | LINEAR       |
| 137458 - | 1999 TD290               | 10 ottobre 1999  | LINEAR       |
| 137459 - | 1999 TH293               | 12 ottobre 1999  | LINEAR       |
| 137460 - | 1999 TN313               | 6 ottobre 1999   | LINEAR       |
| 137461 - | 1999 TJ316               | 10 ottobre 1999  | Spacewatch   |
| 137462 - | 1999 TN316               | 10 ottobre 1999  | Spacewatch   |
| 137463 - | 1999 TT320               | 10 ottobre 1999  | LINEAR       |
| 137464 - | 1999 TV320               | 10 ottobre 1999  | LINEAR       |
| 137465 - | 1999 UG3                 | 19 ottobre 1999  | W. Bickel    |
| 137466 - | 1999 UB4                 | 27 ottobre 1999  | Starkenburg  |
| 137467 - | 1999 UN9                 | 29 ottobre 1999  | CSS          |
| 137468 - | 1999 UT11                | 29 ottobre 1999  | Spacewatch   |
| 137469 - | 1999 UE14                | 29 ottobre 1999  | CSS          |
| 137470 - | 1999 UX15                | 29 ottobre 1999  | CSS          |
| 137471 - | 1999 UN16                | 29 ottobre 1999  | CSS          |
| 137472 - | 1999 UW16                | 29 ottobre 1999  | CSS          |
| 137473 - | 1999 UY16                | 30 ottobre 1999  | CSS          |
| 137474 - | 1999 UT17                | 30 ottobre 1999  | Spacewatch   |
| 137475 - | 1999 UD19                | 30 ottobre 1999  | Spacewatch   |
| 137476 - | 1999 UC20                | 31 ottobre 1999  | Spacewatch   |
| 137477 - | 1999 UG20                | 31 ottobre 1999  | Spacewatch   |
| 137478 - | 1999 UP21                | 31 ottobre 1999  | Spacewatch   |
| 137479 - | 1999 UC24                | 28 ottobre 1999  | CSS          |
| 137480 - | 1999 UD30                | 31 ottobre 1999  | Spacewatch   |
| 137481 - | 1999 UJ30                | 31 ottobre 1999  | Spacewatch   |
| 137482 - | 1999 UM30                | 31 ottobre 1999  | Spacewatch   |
| 137483 - | 1999 UT32                | 31 ottobre 1999  | Spacewatch   |
| 137484 - | 1999 UK34                | 31 ottobre 1999  | Spacewatch   |
| 137485 - | 1999 UR35                | 30 ottobre 1999  | Spacewatch   |
| 137486 - | 1999 UY35                | 31 ottobre 1999  | Spacewatch   |
| 137487 - | 1999 UA37                | 16 ottobre 1999  | Spacewatch   |
| 137488 - | 1999 UG44                | 29 ottobre 1999  | CSS          |
| 137489 - | 1999 UN45                | 31 ottobre 1999  | CSS          |
| 137490 - | 1999 UQ50                | 30 ottobre 1999  | CSS          |
| 137491 - | 1999 UD51                | 31 ottobre 1999  | CSS          |
| 137492 - | 1999 UM51                | 31 ottobre 1999  | CSS          |
| 137493 - | 1999 UO51                | 31 ottobre 1999  | CSS          |
| 137494 - | 1999 UJ52                | 31 ottobre 1999  | CSS          |
| 137495 - | 1999 UH53                | 21 ottobre 1999  | LINEAR       |
| 137496 - | 1999 UM53                | 19 ottobre 1999  | Spacewatch   |
| 137497 - | 1999 VH                  | 1 novembre 1999  | L. Šarounová |
| 137498 - | 1999 VP8                 | 7 novembre 1999  | S. Sposetti  |
| 137499 - | 1999 VS11                | 5 novembre 1999  | Farpoint     |
| 137500 - | 1999 VG13                | 1 novembre 1999  | LINEAR       |

## 137501-137600
| Nome     | Designazione provvisoria | Data di scoperta | Scopritore                       |
| -------- | ------------------------ | ---------------- | -------------------------------- |
| 137501 - | 1999 VE15                | 2 novembre 1999  | Spacewatch                       |
| 137502 - | 1999 VP19                | 10 novembre 1999 | K. Korlević                      |
| 137503 - | 1999 VZ19                | 10 novembre 1999 | K. Korlević                      |
| 137504 - | 1999 VO21                | 12 novembre 1999 | K. Korlević                      |
| 137505 - | 1999 VZ21                | 12 novembre 1999 | K. Korlević                      |
| 137506 - | 1999 VA22                | 12 novembre 1999 | K. Korlević                      |
| 137507 - | 1999 VH23                | 8 novembre 1999  | R. Pacheco, À. López             |
| 137508 - | 1999 VV27                | 3 novembre 1999  | CSS                              |
| 137509 - | 1999 VA29                | 3 novembre 1999  | LINEAR                           |
| 137510 - | 1999 VL30                | 3 novembre 1999  | LINEAR                           |
| 137511 - | 1999 VW32                | 3 novembre 1999  | LINEAR                           |
| 137512 - | 1999 VZ33                | 3 novembre 1999  | LINEAR                           |
| 137513 - | 1999 VY35                | 3 novembre 1999  | LINEAR                           |
| 137514 - | 1999 VG37                | 3 novembre 1999  | LINEAR                           |
| 137515 - | 1999 VC38                | 3 novembre 1999  | LINEAR                           |
| 137516 - | 1999 VY41                | 4 novembre 1999  | Spacewatch                       |
| 137517 - | 1999 VT42                | 4 novembre 1999  | Spacewatch                       |
| 137518 - | 1999 VA43                | 4 novembre 1999  | Spacewatch                       |
| 137519 - | 1999 VW43                | 1 novembre 1999  | CSS                              |
| 137520 - | 1999 VP44                | 4 novembre 1999  | CSS                              |
| 137521 - | 1999 VZ46                | 4 novembre 1999  | LINEAR                           |
| 137522 - | 1999 VD48                | 3 novembre 1999  | LINEAR                           |
| 137523 - | 1999 VJ49                | 3 novembre 1999  | LINEAR                           |
| 137524 - | 1999 VM49                | 3 novembre 1999  | LINEAR                           |
| 137525 - | 1999 VM50                | 3 novembre 1999  | LINEAR                           |
| 137526 - | 1999 VB51                | 3 novembre 1999  | LINEAR                           |
| 137527 - | 1999 VA52                | 3 novembre 1999  | LINEAR                           |
| 137528 - | 1999 VP54                | 4 novembre 1999  | LINEAR                           |
| 137529 - | 1999 VR54                | 4 novembre 1999  | LINEAR                           |
| 137530 - | 1999 VH58                | 4 novembre 1999  | LINEAR                           |
| 137531 - | 1999 VX58                | 4 novembre 1999  | LINEAR                           |
| 137532 - | 1999 VL59                | 4 novembre 1999  | LINEAR                           |
| 137533 - | 1999 VQ61                | 4 novembre 1999  | LINEAR                           |
| 137534 - | 1999 VT61                | 4 novembre 1999  | LINEAR                           |
| 137535 - | 1999 VE62                | 4 novembre 1999  | LINEAR                           |
| 137536 - | 1999 VC63                | 4 novembre 1999  | LINEAR                           |
| 137537 - | 1999 VR66                | 4 novembre 1999  | LINEAR                           |
| 137538 - | 1999 VJ67                | 4 novembre 1999  | LINEAR                           |
| 137539 - | 1999 VD69                | 4 novembre 1999  | LINEAR                           |
| 137540 - | 1999 VE69                | 4 novembre 1999  | LINEAR                           |
| 137541 - | 1999 VN70                | 4 novembre 1999  | LINEAR                           |
| 137542 - | 1999 VQ70                | 4 novembre 1999  | LINEAR                           |
| 137543 - | 1999 VW70                | 4 novembre 1999  | LINEAR                           |
| 137544 - | 1999 VG72                | 12 novembre 1999 | BAO Schmidt CCD Asteroid Program |
| 137545 - | 1999 VP75                | 5 novembre 1999  | Spacewatch                       |
| 137546 - | 1999 VY76                | 5 novembre 1999  | Spacewatch                       |
| 137547 - | 1999 VZ76                | 5 novembre 1999  | Spacewatch                       |
| 137548 - | 1999 VE77                | 5 novembre 1999  | Spacewatch                       |
| 137549 - | 1999 VW77                | 3 novembre 1999  | LINEAR                           |
| 137550 - | 1999 VV78                | 4 novembre 1999  | LINEAR                           |
| 137551 - | 1999 VL84                | 6 novembre 1999  | Spacewatch                       |
| 137552 - | 1999 VG85                | 6 novembre 1999  | Spacewatch                       |
| 137553 - | 1999 VY85                | 4 novembre 1999  | LINEAR                           |
| 137554 - | 1999 VA86                | 4 novembre 1999  | LINEAR                           |
| 137555 - | 1999 VE86                | 4 novembre 1999  | LINEAR                           |
| 137556 - | 1999 VA89                | 4 novembre 1999  | LINEAR                           |
| 137557 - | 1999 VH89                | 4 novembre 1999  | LINEAR                           |
| 137558 - | 1999 VY89                | 5 novembre 1999  | LINEAR                           |
| 137559 - | 1999 VE90                | 5 novembre 1999  | LINEAR                           |
| 137560 - | 1999 VL92                | 9 novembre 1999  | LINEAR                           |
| 137561 - | 1999 VH94                | 9 novembre 1999  | LINEAR                           |
| 137562 - | 1999 VX95                | 9 novembre 1999  | LINEAR                           |
| 137563 - | 1999 VB96                | 9 novembre 1999  | LINEAR                           |
| 137564 - | 1999 VD100               | 9 novembre 1999  | LINEAR                           |
| 137565 - | 1999 VW101               | 9 novembre 1999  | LINEAR                           |
| 137566 - | 1999 VO104               | 9 novembre 1999  | LINEAR                           |
| 137567 - | 1999 VZ104               | 9 novembre 1999  | LINEAR                           |
| 137568 - | 1999 VW106               | 9 novembre 1999  | LINEAR                           |
| 137569 - | 1999 VJ108               | 9 novembre 1999  | LINEAR                           |
| 137570 - | 1999 VF109               | 9 novembre 1999  | LINEAR                           |
| 137571 - | 1999 VT110               | 9 novembre 1999  | LINEAR                           |
| 137572 - | 1999 VC112               | 9 novembre 1999  | LINEAR                           |
| 137573 - | 1999 VR113               | 4 novembre 1999  | CSS                              |
| 137574 - | 1999 VF120               | 4 novembre 1999  | Spacewatch                       |
| 137575 - | 1999 VT121               | 4 novembre 1999  | Spacewatch                       |
| 137576 - | 1999 VZ123               | 5 novembre 1999  | Spacewatch                       |
| 137577 - | 1999 VW125               | 6 novembre 1999  | Spacewatch                       |
| 137578 - | 1999 VN127               | 9 novembre 1999  | Spacewatch                       |
| 137579 - | 1999 VH130               | 12 novembre 1999 | Spacewatch                       |
| 137580 - | 1999 VO136               | 9 novembre 1999  | LINEAR                           |
| 137581 - | 1999 VV137               | 12 novembre 1999 | LINEAR                           |
| 137582 - | 1999 VE139               | 9 novembre 1999  | Spacewatch                       |
| 137583 - | 1999 VE141               | 10 novembre 1999 | Spacewatch                       |
| 137584 - | 1999 VK142               | 10 novembre 1999 | Spacewatch                       |
| 137585 - | 1999 VJ145               | 9 novembre 1999  | LINEAR                           |
| 137586 - | 1999 VS145               | 9 novembre 1999  | LINEAR                           |
| 137587 - | 1999 VU146               | 12 novembre 1999 | LINEAR                           |
| 137588 - | 1999 VN147               | 13 novembre 1999 | LINEAR                           |
| 137589 - | 1999 VR149               | 14 novembre 1999 | LINEAR                           |
| 137590 - | 1999 VF151               | 14 novembre 1999 | LINEAR                           |
| 137591 - | 1999 VN153               | 11 novembre 1999 | Spacewatch                       |
| 137592 - | 1999 VU153               | 13 novembre 1999 | Spacewatch                       |
| 137593 - | 1999 VM158               | 14 novembre 1999 | LINEAR                           |
| 137594 - | 1999 VA161               | 14 novembre 1999 | LINEAR                           |
| 137595 - | 1999 VP161               | 14 novembre 1999 | LINEAR                           |
| 137596 - | 1999 VV161               | 14 novembre 1999 | LINEAR                           |
| 137597 - | 1999 VW161               | 14 novembre 1999 | LINEAR                           |
| 137598 - | 1999 VA164               | 14 novembre 1999 | LINEAR                           |
| 137599 - | 1999 VN164               | 14 novembre 1999 | LINEAR                           |
| 137600 - | 1999 VJ169               | 14 novembre 1999 | LINEAR                           |

## 137601-137700
| Nome            | Designazione provvisoria | Data di scoperta | Scopritore                  |
| --------------- | ------------------------ | ---------------- | --------------------------- |
| 137601 -        | 1999 VO170               | 14 novembre 1999 | LINEAR                      |
| 137602 -        | 1999 VF171               | 14 novembre 1999 | LINEAR                      |
| 137603 -        | 1999 VJ171               | 14 novembre 1999 | LINEAR                      |
| 137604 -        | 1999 VP173               | 15 novembre 1999 | LINEAR                      |
| 137605 -        | 1999 VK174               | 11 novembre 1999 | LONEOS                      |
| 137606 -        | 1999 VJ175               | 10 novembre 1999 | Spacewatch                  |
| 137607 -        | 1999 VC176               | 2 novembre 1999  | CSS                         |
| 137608 -        | 1999 VZ176               | 5 novembre 1999  | LINEAR                      |
| 137609 -        | 1999 VF180               | 5 novembre 1999  | LINEAR                      |
| 137610 -        | 1999 VB183               | 9 novembre 1999  | LINEAR                      |
| 137611 -        | 1999 VU183               | 12 novembre 1999 | LINEAR                      |
| 137612 -        | 1999 VQ187               | 15 novembre 1999 | LINEAR                      |
| 137613 -        | 1999 VW188               | 15 novembre 1999 | LINEAR                      |
| 137614 -        | 1999 VN189               | 15 novembre 1999 | LINEAR                      |
| 137615 -        | 1999 VR191               | 12 novembre 1999 | LINEAR                      |
| 137616 -        | 1999 VJ192               | 1 novembre 1999  | LONEOS                      |
| 137617 -        | 1999 VJ195               | 3 novembre 1999  | CSS                         |
| 137618 -        | 1999 VT197               | 3 novembre 1999  | CSS                         |
| 137619 -        | 1999 VG204               | 9 novembre 1999  | LINEAR                      |
| 137620 -        | 1999 VD207               | 11 novembre 1999 | CSS                         |
| 137621 -        | 1999 VL207               | 12 novembre 1999 | LINEAR                      |
| 137622 -        | 1999 VR207               | 13 novembre 1999 | Spacewatch                  |
| 137623 -        | 1999 VB211               | 13 novembre 1999 | LONEOS                      |
| 137624 -        | 1999 VQ213               | 14 novembre 1999 | LONEOS                      |
| 137625 -        | 1999 VT219               | 5 novembre 1999  | LINEAR                      |
| 137626 -        | 1999 VG220               | 3 novembre 1999  | Spacewatch                  |
| 137627 -        | 1999 VS220               | 3 novembre 1999  | LINEAR                      |
| 137628 -        | 1999 VH222               | 4 novembre 1999  | Spacewatch                  |
| 137629 -        | 1999 VN226               | 13 novembre 1999 | CSS                         |
| 137630 -        | 1999 WV                  | 18 novembre 1999 | T. Urata                    |
| 137631 -        | 1999 WU1                 | 25 novembre 1999 | K. Korlević                 |
| 137632 Ramsauer | 1999 WG2                 | 26 novembre 1999 | E. Meyer                    |
| 137633 -        | 1999 WR2                 | 26 novembre 1999 | M. M. M. Santangelo         |
| 137634 -        | 1999 WF5                 | 28 novembre 1999 | Spacewatch                  |
| 137635 -        | 1999 WD8                 | 28 novembre 1999 | Uppsala-DLR Asteroid Survey |
| 137636 -        | 1999 WS8                 | 28 novembre 1999 | S. Sposetti                 |
| 137637 -        | 1999 WS10                | 28 novembre 1999 | Spacewatch                  |
| 137638 -        | 1999 WS11                | 28 novembre 1999 | Spacewatch                  |
| 137639 -        | 1999 WC12                | 28 novembre 1999 | Spacewatch                  |
| 137640 -        | 1999 WW12                | 30 novembre 1999 | Spacewatch                  |
| 137641 -        | 1999 WE13                | 30 novembre 1999 | Spacewatch                  |
| 137642 -        | 1999 WU14                | 28 novembre 1999 | Spacewatch                  |
| 137643 -        | 1999 WC15                | 29 novembre 1999 | Spacewatch                  |
| 137644 -        | 1999 WJ15                | 29 novembre 1999 | Spacewatch                  |
| 137645 -        | 1999 WZ15                | 29 novembre 1999 | Spacewatch                  |
| 137646 -        | 1999 WB16                | 29 novembre 1999 | Spacewatch                  |
| 137647 -        | 1999 WR16                | 30 novembre 1999 | Spacewatch                  |
| 137648 -        | 1999 WF19                | 30 novembre 1999 | Spacewatch                  |
| 137649 -        | 1999 WJ20                | 16 novembre 1999 | LINEAR                      |
| 137650 -        | 1999 WZ24                | 28 novembre 1999 | Spacewatch                  |
| 137651 -        | 1999 WG25                | 29 novembre 1999 | Spacewatch                  |
| 137652 -        | 1999 WJ25                | 29 novembre 1999 | Spacewatch                  |
| 137653 -        | 1999 XY                  | 2 dicembre 1999  | T. Kobayashi                |
| 137654 -        | 1999 XP2                 | 3 dicembre 1999  | Spacewatch                  |
| 137655 -        | 1999 XE3                 | 4 dicembre 1999  | CSS                         |
| 137656 -        | 1999 XU6                 | 4 dicembre 1999  | CSS                         |
| 137657 -        | 1999 XZ8                 | 5 dicembre 1999  | LINEAR                      |
| 137658 -        | 1999 XZ9                 | 5 dicembre 1999  | Spacewatch                  |
| 137659 -        | 1999 XD12                | 6 dicembre 1999  | CSS                         |
| 137660 -        | 1999 XO12                | 5 dicembre 1999  | LINEAR                      |
| 137661 -        | 1999 XF15                | 6 dicembre 1999  | LINEAR                      |
| 137662 -        | 1999 XJ16                | 7 dicembre 1999  | LINEAR                      |
| 137663 -        | 1999 XH19                | 3 dicembre 1999  | LINEAR                      |
| 137664 -        | 1999 XJ22                | 6 dicembre 1999  | LINEAR                      |
| 137665 -        | 1999 XR24                | 6 dicembre 1999  | LINEAR                      |
| 137666 -        | 1999 XG25                | 6 dicembre 1999  | LINEAR                      |
| 137667 -        | 1999 XW25                | 6 dicembre 1999  | LINEAR                      |
| 137668 -        | 1999 XK28                | 6 dicembre 1999  | LINEAR                      |
| 137669 -        | 1999 XX28                | 6 dicembre 1999  | LINEAR                      |
| 137670 -        | 1999 XE33                | 6 dicembre 1999  | LINEAR                      |
| 137671 -        | 1999 XP35                | 6 dicembre 1999  | LINEAR                      |
| 137672 -        | 1999 XP40                | 7 dicembre 1999  | LINEAR                      |
| 137673 -        | 1999 XX40                | 7 dicembre 1999  | LINEAR                      |
| 137674 -        | 1999 XA42                | 7 dicembre 1999  | LINEAR                      |
| 137675 -        | 1999 XF42                | 7 dicembre 1999  | LINEAR                      |
| 137676 -        | 1999 XH42                | 7 dicembre 1999  | LINEAR                      |
| 137677 -        | 1999 XA44                | 7 dicembre 1999  | LINEAR                      |
| 137678 -        | 1999 XW44                | 7 dicembre 1999  | LINEAR                      |
| 137679 -        | 1999 XC45                | 7 dicembre 1999  | LINEAR                      |
| 137680 -        | 1999 XW45                | 7 dicembre 1999  | LINEAR                      |
| 137681 -        | 1999 XT46                | 7 dicembre 1999  | LINEAR                      |
| 137682 -        | 1999 XD48                | 7 dicembre 1999  | LINEAR                      |
| 137683 -        | 1999 XS50                | 7 dicembre 1999  | LINEAR                      |
| 137684 -        | 1999 XH51                | 7 dicembre 1999  | LINEAR                      |
| 137685 -        | 1999 XT51                | 7 dicembre 1999  | LINEAR                      |
| 137686 -        | 1999 XA52                | 7 dicembre 1999  | LINEAR                      |
| 137687 -        | 1999 XV55                | 7 dicembre 1999  | LINEAR                      |
| 137688 -        | 1999 XF59                | 7 dicembre 1999  | LINEAR                      |
| 137689 -        | 1999 XB60                | 7 dicembre 1999  | LINEAR                      |
| 137690 -        | 1999 XW61                | 7 dicembre 1999  | LINEAR                      |
| 137691 -        | 1999 XC62                | 7 dicembre 1999  | LINEAR                      |
| 137692 -        | 1999 XU62                | 7 dicembre 1999  | LINEAR                      |
| 137693 -        | 1999 XG63                | 7 dicembre 1999  | LINEAR                      |
| 137694 -        | 1999 XW64                | 7 dicembre 1999  | LINEAR                      |
| 137695 -        | 1999 XT68                | 7 dicembre 1999  | LINEAR                      |
| 137696 -        | 1999 XA69                | 7 dicembre 1999  | LINEAR                      |
| 137697 -        | 1999 XM69                | 7 dicembre 1999  | LINEAR                      |
| 137698 -        | 1999 XR69                | 7 dicembre 1999  | LINEAR                      |
| 137699 -        | 1999 XE72                | 7 dicembre 1999  | LINEAR                      |
| 137700 -        | 1999 XV72                | 7 dicembre 1999  | LINEAR                      |

## 137701-137800
| Nome     | Designazione provvisoria | Data di scoperta | Scopritore |
| -------- | ------------------------ | ---------------- | ---------- |
| 137701 - | 1999 XR73                | 7 dicembre 1999  | LINEAR     |
| 137702 - | 1999 XZ75                | 7 dicembre 1999  | LINEAR     |
| 137703 - | 1999 XE78                | 7 dicembre 1999  | LINEAR     |
| 137704 - | 1999 XV78                | 7 dicembre 1999  | LINEAR     |
| 137705 - | 1999 XL81                | 7 dicembre 1999  | LINEAR     |
| 137706 - | 1999 XB83                | 7 dicembre 1999  | LINEAR     |
| 137707 - | 1999 XJ83                | 7 dicembre 1999  | LINEAR     |
| 137708 - | 1999 XK89                | 7 dicembre 1999  | LINEAR     |
| 137709 - | 1999 XX89                | 7 dicembre 1999  | LINEAR     |
| 137710 - | 1999 XH93                | 7 dicembre 1999  | LINEAR     |
| 137711 - | 1999 XJ96                | 7 dicembre 1999  | LINEAR     |
| 137712 - | 1999 XU96                | 7 dicembre 1999  | LINEAR     |
| 137713 - | 1999 XX96                | 7 dicembre 1999  | LINEAR     |
| 137714 - | 1999 XY96                | 7 dicembre 1999  | LINEAR     |
| 137715 - | 1999 XA98                | 7 dicembre 1999  | LINEAR     |
| 137716 - | 1999 XG98                | 7 dicembre 1999  | LINEAR     |
| 137717 - | 1999 XT101               | 7 dicembre 1999  | LINEAR     |
| 137718 - | 1999 XA102               | 7 dicembre 1999  | LINEAR     |
| 137719 - | 1999 XS102               | 7 dicembre 1999  | LINEAR     |
| 137720 - | 1999 XU102               | 7 dicembre 1999  | LINEAR     |
| 137721 - | 1999 XW103               | 7 dicembre 1999  | LINEAR     |
| 137722 - | 1999 XN104               | 7 dicembre 1999  | LINEAR     |
| 137723 - | 1999 XR107               | 4 dicembre 1999  | CSS        |
| 137724 - | 1999 XW111               | 7 dicembre 1999  | LINEAR     |
| 137725 - | 1999 XY111               | 7 dicembre 1999  | LINEAR     |
| 137726 - | 1999 XL115               | 4 dicembre 1999  | CSS        |
| 137727 - | 1999 XG117               | 5 dicembre 1999  | CSS        |
| 137728 - | 1999 XP117               | 5 dicembre 1999  | CSS        |
| 137729 - | 1999 XW118               | 5 dicembre 1999  | CSS        |
| 137730 - | 1999 XR121               | 5 dicembre 1999  | CSS        |
| 137731 - | 1999 XW121               | 7 dicembre 1999  | CSS        |
| 137732 - | 1999 XY121               | 7 dicembre 1999  | CSS        |
| 137733 - | 1999 XG122               | 7 dicembre 1999  | CSS        |
| 137734 - | 1999 XC123               | 7 dicembre 1999  | CSS        |
| 137735 - | 1999 XF124               | 7 dicembre 1999  | CSS        |
| 137736 - | 1999 XX125               | 7 dicembre 1999  | CSS        |
| 137737 - | 1999 XD128               | 7 dicembre 1999  | LINEAR     |
| 137738 - | 1999 XK130               | 12 dicembre 1999 | LINEAR     |
| 137739 - | 1999 XO130               | 12 dicembre 1999 | LINEAR     |
| 137740 - | 1999 XN131               | 12 dicembre 1999 | LINEAR     |
| 137741 - | 1999 XA135               | 6 dicembre 1999  | LINEAR     |
| 137742 - | 1999 XH136               | 13 dicembre 1999 | LINEAR     |
| 137743 - | 1999 XE138               | 2 dicembre 1999  | Spacewatch |
| 137744 - | 1999 XU138               | 5 dicembre 1999  | Spacewatch |
| 137745 - | 1999 XY141               | 12 dicembre 1999 | LINEAR     |
| 137746 - | 1999 XP153               | 7 dicembre 1999  | LINEAR     |
| 137747 - | 1999 XC154               | 8 dicembre 1999  | LINEAR     |
| 137748 - | 1999 XQ154               | 8 dicembre 1999  | LINEAR     |
| 137749 - | 1999 XR154               | 8 dicembre 1999  | LINEAR     |
| 137750 - | 1999 XB157               | 8 dicembre 1999  | LINEAR     |
| 137751 - | 1999 XB159               | 8 dicembre 1999  | LINEAR     |
| 137752 - | 1999 XU160               | 8 dicembre 1999  | LINEAR     |
| 137753 - | 1999 XP161               | 13 dicembre 1999 | LINEAR     |
| 137754 - | 1999 XY162               | 8 dicembre 1999  | Spacewatch |
| 137755 - | 1999 XB164               | 8 dicembre 1999  | LINEAR     |
| 137756 - | 1999 XZ166               | 10 dicembre 1999 | LINEAR     |
| 137757 - | 1999 XK171               | 10 dicembre 1999 | LINEAR     |
| 137758 - | 1999 XH173               | 10 dicembre 1999 | LINEAR     |
| 137759 - | 1999 XM173               | 10 dicembre 1999 | LINEAR     |
| 137760 - | 1999 XF176               | 10 dicembre 1999 | LINEAR     |
| 137761 - | 1999 XG177               | 10 dicembre 1999 | LINEAR     |
| 137762 - | 1999 XM179               | 10 dicembre 1999 | LINEAR     |
| 137763 - | 1999 XW179               | 10 dicembre 1999 | LINEAR     |
| 137764 - | 1999 XX179               | 10 dicembre 1999 | LINEAR     |
| 137765 - | 1999 XT182               | 12 dicembre 1999 | LINEAR     |
| 137766 - | 1999 XM184               | 12 dicembre 1999 | LINEAR     |
| 137767 - | 1999 XG186               | 12 dicembre 1999 | LINEAR     |
| 137768 - | 1999 XU187               | 12 dicembre 1999 | LINEAR     |
| 137769 - | 1999 XU189               | 12 dicembre 1999 | LINEAR     |
| 137770 - | 1999 XD195               | 12 dicembre 1999 | LINEAR     |
| 137771 - | 1999 XS196               | 12 dicembre 1999 | LINEAR     |
| 137772 - | 1999 XZ197               | 12 dicembre 1999 | LINEAR     |
| 137773 - | 1999 XM216               | 13 dicembre 1999 | Spacewatch |
| 137774 - | 1999 XP217               | 13 dicembre 1999 | Spacewatch |
| 137775 - | 1999 XH218               | 13 dicembre 1999 | Spacewatch |
| 137776 - | 1999 XJ218               | 13 dicembre 1999 | Spacewatch |
| 137777 - | 1999 XN218               | 13 dicembre 1999 | Spacewatch |
| 137778 - | 1999 XL220               | 12 dicembre 1999 | LINEAR     |
| 137779 - | 1999 XL221               | 15 dicembre 1999 | LINEAR     |
| 137780 - | 1999 XO223               | 13 dicembre 1999 | Spacewatch |
| 137781 - | 1999 XX224               | 13 dicembre 1999 | Spacewatch |
| 137782 - | 1999 XF226               | 14 dicembre 1999 | Spacewatch |
| 137783 - | 1999 XQ226               | 14 dicembre 1999 | Spacewatch |
| 137784 - | 1999 XV228               | 14 dicembre 1999 | Spacewatch |
| 137785 - | 1999 XB234               | 4 dicembre 1999  | LONEOS     |
| 137786 - | 1999 XE237               | 5 dicembre 1999  | Spacewatch |
| 137787 - | 1999 XV237               | 5 dicembre 1999  | CSS        |
| 137788 - | 1999 XP238               | 4 dicembre 1999  | Spacewatch |
| 137789 - | 1999 XF239               | 5 dicembre 1999  | CSS        |
| 137790 - | 1999 XJ239               | 7 dicembre 1999  | CSS        |
| 137791 - | 1999 XR242               | 13 dicembre 1999 | LINEAR     |
| 137792 - | 1999 XP245               | 5 dicembre 1999  | LINEAR     |
| 137793 - | 1999 XU250               | 5 dicembre 1999  | Spacewatch |
| 137794 - | 1999 XK252               | 9 dicembre 1999  | Spacewatch |
| 137795 - | 1999 XM252               | 12 dicembre 1999 | Spacewatch |
| 137796 - | 1999 XB254               | 12 dicembre 1999 | Spacewatch |
| 137797 - | 1999 XS255               | 4 dicembre 1999  | Spacewatch |
| 137798 - | 1999 XH256               | 7 dicembre 1999  | LINEAR     |
| 137799 - | 1999 YB                  | 16 dicembre 1999 | LONEOS     |
| 137800 - | 1999 YE                  | 16 dicembre 1999 | LINEAR     |

## 137801-137900
| Nome     | Designazione provvisoria | Data di scoperta | Scopritore      |
| -------- | ------------------------ | ---------------- | --------------- |
| 137801 - | 1999 YR                  | 16 dicembre 1999 | LINEAR          |
| 137802 - | 1999 YT                  | 16 dicembre 1999 | LINEAR          |
| 137803 - | 1999 YR1                 | 16 dicembre 1999 | LINEAR          |
| 137804 - | 1999 YQ2                 | 16 dicembre 1999 | Spacewatch      |
| 137805 - | 1999 YK5                 | 28 dicembre 1999 | LINEAR          |
| 137806 - | 1999 YW6                 | 30 dicembre 1999 | LINEAR          |
| 137807 - | 1999 YE7                 | 30 dicembre 1999 | LINEAR          |
| 137808 - | 1999 YU7                 | 27 dicembre 1999 | Spacewatch      |
| 137809 - | 1999 YL8                 | 27 dicembre 1999 | Spacewatch      |
| 137810 - | 1999 YS8                 | 27 dicembre 1999 | Spacewatch      |
| 137811 - | 1999 YD14                | 31 dicembre 1999 | Spacewatch      |
| 137812 - | 1999 YU14                | 31 dicembre 1999 | G. Hug, G. Bell |
| 137813 - | 1999 YB16                | 31 dicembre 1999 | Spacewatch      |
| 137814 - | 1999 YJ17                | 31 dicembre 1999 | Spacewatch      |
| 137815 - | 1999 YS23                | 16 dicembre 1999 | Spacewatch      |
| 137816 - | 1999 YD25                | 27 dicembre 1999 | Spacewatch      |
| 137817 - | 2000 AE1                 | 2 gennaio 2000   | Spacewatch      |
| 137818 - | 2000 AR3                 | 2 gennaio 2000   | LINEAR          |
| 137819 - | 2000 AD4                 | 3 gennaio 2000   | LINEAR          |
| 137820 - | 2000 AL6                 | 4 gennaio 2000   | P. G. Comba     |
| 137821 - | 2000 AO7                 | 2 gennaio 2000   | LINEAR          |
| 137822 - | 2000 AB13                | 3 gennaio 2000   | LINEAR          |
| 137823 - | 2000 AN14                | 3 gennaio 2000   | LINEAR          |
| 137824 - | 2000 AT16                | 3 gennaio 2000   | LINEAR          |
| 137825 - | 2000 AX17                | 3 gennaio 2000   | LINEAR          |
| 137826 - | 2000 AX21                | 3 gennaio 2000   | LINEAR          |
| 137827 - | 2000 AY21                | 3 gennaio 2000   | LINEAR          |
| 137828 - | 2000 AC22                | 3 gennaio 2000   | LINEAR          |
| 137829 - | 2000 AC24                | 3 gennaio 2000   | LINEAR          |
| 137830 - | 2000 AP24                | 3 gennaio 2000   | LINEAR          |
| 137831 - | 2000 AM25                | 3 gennaio 2000   | LINEAR          |
| 137832 - | 2000 AW25                | 3 gennaio 2000   | LINEAR          |
| 137833 - | 2000 AZ25                | 3 gennaio 2000   | LINEAR          |
| 137834 - | 2000 AM26                | 3 gennaio 2000   | LINEAR          |
| 137835 - | 2000 AX27                | 3 gennaio 2000   | LINEAR          |
| 137836 - | 2000 AZ27                | 3 gennaio 2000   | LINEAR          |
| 137837 - | 2000 AX28                | 3 gennaio 2000   | LINEAR          |
| 137838 - | 2000 AD29                | 3 gennaio 2000   | LINEAR          |
| 137839 - | 2000 AM32                | 3 gennaio 2000   | LINEAR          |
| 137840 - | 2000 AX32                | 3 gennaio 2000   | LINEAR          |
| 137841 - | 2000 AN35                | 3 gennaio 2000   | LINEAR          |
| 137842 - | 2000 AK37                | 3 gennaio 2000   | LINEAR          |
| 137843 - | 2000 AM37                | 3 gennaio 2000   | LINEAR          |
| 137844 - | 2000 AS37                | 3 gennaio 2000   | LINEAR          |
| 137845 - | 2000 AT37                | 3 gennaio 2000   | LINEAR          |
| 137846 - | 2000 AT41                | 3 gennaio 2000   | LINEAR          |
| 137847 - | 2000 AT43                | 2 gennaio 2000   | Spacewatch      |
| 137848 - | 2000 AT45                | 3 gennaio 2000   | LINEAR          |
| 137849 - | 2000 AY50                | 6 gennaio 2000   | P. G. Comba     |
| 137850 - | 2000 AL52                | 4 gennaio 2000   | LINEAR          |
| 137851 - | 2000 AR52                | 4 gennaio 2000   | LINEAR          |
| 137852 - | 2000 AW52                | 4 gennaio 2000   | LINEAR          |
| 137853 - | 2000 AB53                | 4 gennaio 2000   | LINEAR          |
| 137854 - | 2000 AG54                | 4 gennaio 2000   | LINEAR          |
| 137855 - | 2000 AQ56                | 4 gennaio 2000   | LINEAR          |
| 137856 - | 2000 AP57                | 4 gennaio 2000   | LINEAR          |
| 137857 - | 2000 AT59                | 4 gennaio 2000   | LINEAR          |
| 137858 - | 2000 AX59                | 4 gennaio 2000   | LINEAR          |
| 137859 - | 2000 AX61                | 4 gennaio 2000   | LINEAR          |
| 137860 - | 2000 AK65                | 4 gennaio 2000   | LINEAR          |
| 137861 - | 2000 AA66                | 4 gennaio 2000   | LINEAR          |
| 137862 - | 2000 AP66                | 4 gennaio 2000   | LINEAR          |
| 137863 - | 2000 AQ66                | 4 gennaio 2000   | LINEAR          |
| 137864 - | 2000 AU78                | 5 gennaio 2000   | LINEAR          |
| 137865 - | 2000 AJ82                | 5 gennaio 2000   | LINEAR          |
| 137866 - | 2000 AP82                | 5 gennaio 2000   | LINEAR          |
| 137867 - | 2000 AO83                | 5 gennaio 2000   | LINEAR          |
| 137868 - | 2000 AA84                | 5 gennaio 2000   | LINEAR          |
| 137869 - | 2000 AA86                | 5 gennaio 2000   | LINEAR          |
| 137870 - | 2000 AE86                | 5 gennaio 2000   | LINEAR          |
| 137871 - | 2000 AO86                | 5 gennaio 2000   | LINEAR          |
| 137872 - | 2000 AH87                | 5 gennaio 2000   | LINEAR          |
| 137873 - | 2000 AC91                | 5 gennaio 2000   | LINEAR          |
| 137874 - | 2000 AV93                | 7 gennaio 2000   | J. M. Roe       |
| 137875 - | 2000 AE98                | 4 gennaio 2000   | LINEAR          |
| 137876 - | 2000 AR104               | 5 gennaio 2000   | LINEAR          |
| 137877 - | 2000 AB105               | 5 gennaio 2000   | LINEAR          |
| 137878 - | 2000 AS106               | 5 gennaio 2000   | LINEAR          |
| 137879 - | 2000 AJ114               | 5 gennaio 2000   | LINEAR          |
| 137880 - | 2000 AA115               | 5 gennaio 2000   | LINEAR          |
| 137881 - | 2000 AR119               | 5 gennaio 2000   | LINEAR          |
| 137882 - | 2000 AF120               | 5 gennaio 2000   | LINEAR          |
| 137883 - | 2000 AP127               | 5 gennaio 2000   | LINEAR          |
| 137884 - | 2000 AG128               | 5 gennaio 2000   | LINEAR          |
| 137885 - | 2000 AG129               | 5 gennaio 2000   | LINEAR          |
| 137886 - | 2000 AP133               | 4 gennaio 2000   | LINEAR          |
| 137887 - | 2000 AU133               | 4 gennaio 2000   | LINEAR          |
| 137888 - | 2000 AG135               | 4 gennaio 2000   | LINEAR          |
| 137889 - | 2000 AO136               | 4 gennaio 2000   | LINEAR          |
| 137890 - | 2000 AZ146               | 4 gennaio 2000   | T. Kobayashi    |
| 137891 - | 2000 AJ149               | 7 gennaio 2000   | LINEAR          |
| 137892 - | 2000 AR154               | 3 gennaio 2000   | LINEAR          |
| 137893 - | 2000 AO157               | 3 gennaio 2000   | LINEAR          |
| 137894 - | 2000 AZ158               | 3 gennaio 2000   | LINEAR          |
| 137895 - | 2000 AS164               | 6 gennaio 2000   | LINEAR          |
| 137896 - | 2000 AS167               | 8 gennaio 2000   | LINEAR          |
| 137897 - | 2000 AM169               | 7 gennaio 2000   | LINEAR          |
| 137898 - | 2000 AK172               | 7 gennaio 2000   | LINEAR          |
| 137899 - | 2000 AR187               | 8 gennaio 2000   | LINEAR          |
| 137900 - | 2000 AQ192               | 8 gennaio 2000   | LINEAR          |

## 137901-138000
| Nome     | Designazione provvisoria | Data di scoperta | Scopritore                   |
| -------- | ------------------------ | ---------------- | ---------------------------- |
| 137901 - | 2000 AD204               | 12 gennaio 2000  | K. Korlević                  |
| 137902 - | 2000 AQ213               | 6 gennaio 2000   | Spacewatch                   |
| 137903 - | 2000 AT214               | 7 gennaio 2000   | Spacewatch                   |
| 137904 - | 2000 AU217               | 8 gennaio 2000   | Spacewatch                   |
| 137905 - | 2000 AT225               | 12 gennaio 2000  | Spacewatch                   |
| 137906 - | 2000 AL227               | 10 gennaio 2000  | Spacewatch                   |
| 137907 - | 2000 AT231               | 4 gennaio 2000   | LINEAR                       |
| 137908 - | 2000 AT232               | 4 gennaio 2000   | LINEAR                       |
| 137909 - | 2000 AN235               | 5 gennaio 2000   | LINEAR                       |
| 137910 - | 2000 AP238               | 6 gennaio 2000   | LINEAR                       |
| 137911 - | 2000 AB246               | 8 gennaio 2000   | D. J. Tholen, R. J. Whiteley |
| 137912 - | 2000 AK251               | 4 gennaio 2000   | LINEAR                       |
| 137913 - | 2000 BH3                 | 27 gennaio 2000  | T. Kobayashi                 |
| 137914 - | 2000 BU7                 | 29 gennaio 2000  | LINEAR                       |
| 137915 - | 2000 BK8                 | 29 gennaio 2000  | LINEAR                       |
| 137916 - | 2000 BM10                | 28 gennaio 2000  | Spacewatch                   |
| 137917 - | 2000 BW12                | 28 gennaio 2000  | Spacewatch                   |
| 137918 - | 2000 BO13                | 29 gennaio 2000  | Spacewatch                   |
| 137919 - | 2000 BD14                | 28 gennaio 2000  | N. Kawasato                  |
| 137920 - | 2000 BW16                | 30 gennaio 2000  | LINEAR                       |
| 137921 - | 2000 BV17                | 30 gennaio 2000  | LINEAR                       |
| 137922 - | 2000 BA18                | 30 gennaio 2000  | LINEAR                       |
| 137923 - | 2000 BF18                | 30 gennaio 2000  | LINEAR                       |
| 137924 - | 2000 BD19                | 26 gennaio 2000  | LINEAR                       |
| 137925 - | 2000 BJ19                | 30 gennaio 2000  | CSS                          |
| 137926 - | 2000 BS22                | 27 gennaio 2000  | K. Korlević                  |
| 137927 - | 2000 BX23                | 29 gennaio 2000  | LINEAR                       |
| 137928 - | 2000 BO24                | 29 gennaio 2000  | LINEAR                       |
| 137929 - | 2000 BG26                | 30 gennaio 2000  | LINEAR                       |
| 137930 - | 2000 BN26                | 30 gennaio 2000  | LINEAR                       |
| 137931 - | 2000 BY26                | 30 gennaio 2000  | LINEAR                       |
| 137932 - | 2000 BS28                | 30 gennaio 2000  | LINEAR                       |
| 137933 - | 2000 BH32                | 28 gennaio 2000  | Spacewatch                   |
| 137934 - | 2000 BO32                | 28 gennaio 2000  | Spacewatch                   |
| 137935 - | 2000 BT32                | 28 gennaio 2000  | Spacewatch                   |
| 137936 - | 2000 BB34                | 30 gennaio 2000  | Spacewatch                   |
| 137937 - | 2000 BP34                | 30 gennaio 2000  | CSS                          |
| 137938 - | 2000 BK35                | 30 gennaio 2000  | LINEAR                       |
| 137939 - | 2000 BW35                | 31 gennaio 2000  | LINEAR                       |
| 137940 - | 2000 BQ37                | 26 gennaio 2000  | Spacewatch                   |
| 137941 - | 2000 BQ42                | 27 gennaio 2000  | Spacewatch                   |
| 137942 - | 2000 BB47                | 30 gennaio 2000  | LINEAR                       |
| 137943 - | 2000 BZ48                | 26 gennaio 2000  | Spacewatch                   |
| 137944 - | 2000 BC49                | 27 gennaio 2000  | Spacewatch                   |
| 137945 - | 2000 BF49                | 27 gennaio 2000  | Spacewatch                   |
| 137946 - | 2000 BF51                | 30 gennaio 2000  | LINEAR                       |
| 137947 - | 2000 CD1                 | 4 febbraio 2000  | K. Korlević                  |
| 137948 - | 2000 CY3                 | 2 febbraio 2000  | LINEAR                       |
| 137949 - | 2000 CV6                 | 2 febbraio 2000  | LINEAR                       |
| 137950 - | 2000 CB7                 | 2 febbraio 2000  | LINEAR                       |
| 137951 - | 2000 CG11                | 2 febbraio 2000  | LINEAR                       |
| 137952 - | 2000 CY11                | 2 febbraio 2000  | LINEAR                       |
| 137953 - | 2000 CG12                | 2 febbraio 2000  | LINEAR                       |
| 137954 - | 2000 CK13                | 2 febbraio 2000  | LINEAR                       |
| 137955 - | 2000 CD15                | 2 febbraio 2000  | LINEAR                       |
| 137956 - | 2000 CW17                | 2 febbraio 2000  | LINEAR                       |
| 137957 - | 2000 CZ17                | 2 febbraio 2000  | LINEAR                       |
| 137958 - | 2000 CX18                | 2 febbraio 2000  | LINEAR                       |
| 137959 - | 2000 CZ18                | 2 febbraio 2000  | LINEAR                       |
| 137960 - | 2000 CD19                | 2 febbraio 2000  | LINEAR                       |
| 137961 - | 2000 CO19                | 2 febbraio 2000  | LINEAR                       |
| 137962 - | 2000 CA22                | 2 febbraio 2000  | LINEAR                       |
| 137963 - | 2000 CB23                | 2 febbraio 2000  | LINEAR                       |
| 137964 - | 2000 CZ23                | 2 febbraio 2000  | LINEAR                       |
| 137965 - | 2000 CT24                | 2 febbraio 2000  | LINEAR                       |
| 137966 - | 2000 CZ24                | 2 febbraio 2000  | LINEAR                       |
| 137967 - | 2000 CS26                | 2 febbraio 2000  | LINEAR                       |
| 137968 - | 2000 CY31                | 2 febbraio 2000  | LINEAR                       |
| 137969 - | 2000 CA32                | 2 febbraio 2000  | LINEAR                       |
| 137970 - | 2000 CR33                | 4 febbraio 2000  | K. Korlević                  |
| 137971 - | 2000 CQ39                | 5 febbraio 2000  | K. Korlević                  |
| 137972 - | 2000 CB40                | 2 febbraio 2000  | LINEAR                       |
| 137973 - | 2000 CH40                | 4 febbraio 2000  | LINEAR                       |
| 137974 - | 2000 CG41                | 7 febbraio 2000  | P. Kušnirák                  |
| 137975 - | 2000 CQ41                | 2 febbraio 2000  | LINEAR                       |
| 137976 - | 2000 CT41                | 2 febbraio 2000  | LINEAR                       |
| 137977 - | 2000 CU41                | 2 febbraio 2000  | LINEAR                       |
| 137978 - | 2000 CL43                | 2 febbraio 2000  | LINEAR                       |
| 137979 - | 2000 CG47                | 2 febbraio 2000  | LINEAR                       |
| 137980 - | 2000 CC49                | 2 febbraio 2000  | LINEAR                       |
| 137981 - | 2000 CH50                | 2 febbraio 2000  | LINEAR                       |
| 137982 - | 2000 CR53                | 2 febbraio 2000  | LINEAR                       |
| 137983 - | 2000 CU54                | 2 febbraio 2000  | LINEAR                       |
| 137984 - | 2000 CV55                | 4 febbraio 2000  | LINEAR                       |
| 137985 - | 2000 CP56                | 4 febbraio 2000  | LINEAR                       |
| 137986 - | 2000 CG60                | 2 febbraio 2000  | LINEAR                       |
| 137987 - | 2000 CN61                | 2 febbraio 2000  | LINEAR                       |
| 137988 - | 2000 CA62                | 2 febbraio 2000  | LINEAR                       |
| 137989 - | 2000 CB62                | 2 febbraio 2000  | LINEAR                       |
| 137990 - | 2000 CD62                | 2 febbraio 2000  | LINEAR                       |
| 137991 - | 2000 CM64                | 3 febbraio 2000  | LINEAR                       |
| 137992 - | 2000 CE66                | 6 febbraio 2000  | LINEAR                       |
| 137993 - | 2000 CH66                | 6 febbraio 2000  | LINEAR                       |
| 137994 - | 2000 CQ66                | 6 febbraio 2000  | LINEAR                       |
| 137995 - | 2000 CV74                | 8 febbraio 2000  | Spacewatch                   |
| 137996 - | 2000 CT77                | 7 febbraio 2000  | Spacewatch                   |
| 137997 - | 2000 CX77                | 7 febbraio 2000  | Spacewatch                   |
| 137998 - | 2000 CK80                | 4 febbraio 2000  | LINEAR                       |
| 137999 - | 2000 CM80                | 4 febbraio 2000  | LINEAR                       |
| 138000 - | 2000 CK82                | 4 febbraio 2000  | LINEAR                       |